# Kagomasi
Kagomasi ist eine von fünf Zellen (Verwaltungseinheiten 4. Ebene) im Sektor Gashora des Distrikts Bugesera in der Ostprovinz von Ruanda.

## Geographie
Kagomasi liegt auf einer Höhe von etwa 1390 m. Nachbarzellen sind im Norden Nyabagendwa, im Nordosten Biryogo, im Südosten Ramiro, im Süden Mbyo und im Südwesten Kabeza. Kagomasi liegt im Norden am Rumira-See. An der Südgrenze verläuft die Nationalstraße 5 und an der Nordostgrenze die Nationalstraße 6. Nördlich befinden sich die Nyabarongo-Feuchtgebiete (Nyabarongo wetlands), die von BirdLife International als Important Bird Area (IBA), d. h. als potentielles Vogelschutzgebiet, gelistet werden.